# Kamome (Shinkansen)
Le Kamome (かもめ) est le nom d'un service de train à grande vitesse japonais du réseau Shinkansen développé par la JR Kyushu sur la ligne Shinkansen Nishi Kyūshū. Son nom signifie mouette en japonais.

## Histoire
Les Shinkansen Kamome sont mis en service en même temps que la ligne Shinkansen Nishi Kyūshū, le 23 septembre 2022. Ils reprennent le nom des trains express qui effectuaient la liaison entre Hakata et Nagasaki par les lignes Kagoshima et Nagasaki. Ces trains effectuent désormais des services Relay Kamome entre Hakata et Takeo-Onsen.

## Gares desservies
Les Shinkansen Kamome desservent l'ensemble des gares de la ligne Shinkansen Nishi Kyūshū, cependant certains trains ne s'arrêtent pas aux gares d'Ureshino-Onsen et Shin-Ōmura.
| Nom des gares  |
| -------------- |
| Takeo-Onsen    |
| Ureshino-Onsen |
| Shin-Ōmura     |
| Isahaya        |
| Nagasaki       |